# Stortjärnen (Lycksele socken, Lappland, 720613-163074)
Stortjärnen är en sjö i Lycksele kommun i Lappland och ingår i Umeälvens huvudavrinningsområde. Sjön har en area på 0,105 kvadratkilometer och ligger 253,1 meter över havet.

## Delavrinningsområde
Stortjärnen ingår i det delavrinningsområde (720483-163146) som SMHI kallar för Mynnar i Vindelälvens vattendragsyta. Medelhöjden är 290 meter över havet och ytan är 8,87 kvadratkilometer. Räknas de 23 avrinningsområdena uppströms in blir den ackumulerade arean 393,02 kvadratkilometer. Bjurbäcken som avvattnar avrinningsområdet har biflödesordning 3, vilket innebär att vattnet flödar genom totalt 3 vattendrag innan det når havet efter 204 kilometer. Avrinningsområdet består mestadels av skog (91 procent). Avrinningsområdet har 0,4 kvadratkilometer vattenytor vilket ger det en sjöprocent på 4,5 procent.